# KUKL
KUKL var ett isländskt punkrockband verksamma i mitten av 1980-talet, mest kända för att vara ett av Björk Guðmundsdóttirs första band. Gruppnamnet "KUKL" kan översättas till "häxa" på medeltida isländska. Under sina tre år gav bandet ut två studioalbum och ett livealbum.

## Medlemmar
- Einar Örn Benediktsson - sång, trumpet
- Björk Guðmundsdottir - sång
- Guðlaugur Kristinn Ottarsson - gitarr
- Birger Morgensen - bas
- Einar Melax - keyboard
- Sigtryggur Baldursson - trummor

## Diskografi

### Studioalbum
- 1984 – The Eye
- 1986 – Holidays in Europe (The Naughty Nought)

### Livealbum
- 1985 – KUKL à Paris 14.9.84

### Singlar
- 1983 – Söngull